# 西春駅
西春駅（にしはるえき）は、愛知県北名古屋市九之坪南町にある、名古屋鉄道犬山線の駅である。駅番号はIY04。
北名古屋市の中心部に位置する駅で、同市の代表駅である。

## 歴史
以前は朝の下りのみ一部の特急が特別停車していたが、中部国際空港開港後の2005年白紙ダイヤ改正からは当駅に停車する特急はない。
- 1912年（大正元年）8月6日 - 開業[1]。
- 1963年（昭和38年）度 - 貨物営業廃止[2]。
- 1970年（昭和45年）12月25日 - 準急停車駅に昇格[3]。
- 1983年（昭和58年）2月15日 - 西春 - 名古屋空港間のバスが開設される（西口発着）。
- 1992年（平成4年）12月20日 - 橋上駅舎化。空港行きバスが西口から東口へ[4]。
- 1993年（平成5年）3月28日 - 上下線の待避線を増設[5]。
- 2005年（平成17年）1月29日 - ダイヤ白紙改正により特急の特別停車が無くなる[6]。
- 2007年（平成19年）7月2日 - きたバスの運行開始。
- 2009年（平成21年） - バリアフリー対応となり、両方向のホームと改札を結ぶエレベーターが新設される。
- 2011年（平成23年）2月11日 - ICカード乗車券「manaca」供用開始。
- 2012年（平成24年）2月29日 - トランパス供用終了。
- 2017年（平成29年） - 西春駅高架化事業決定。

## 駅構造
8両編成対応の島式ホーム2面4線を有する橋上駅である。名鉄名古屋 - 岩倉間で唯一の待避可能駅である（1993年以前は名鉄名古屋 - 岩倉に待避可能な駅がなかった）。本線は内側で副本線は外側にある。名古屋方面は当駅を出ると事実上名古屋本線堀田駅（急行・準急の待避は本笠寺駅）または常滑線大江駅まで待避ができない（金山駅では構造上待避が可能だが、本数が多いため通常は行わない。地下鉄鶴舞線方面は鶴舞線終点の赤池駅または豊田線終点の豊田市駅まで待避不可）。それもあって、当駅で普通が特急を通過待ちしたり、普通（名古屋市営地下鉄鶴舞線から直通する列車）と準急の乗り換えができるようなダイヤになっている。
| 番線 | 路線      | 方向 | 行先                       |
| ---- | --------- | ---- | -------------------------- |
| 1・2 | IY 犬山線 | 下り | 岩倉・犬山方面             |
| 3・4 | IY 犬山線 | 上り | 名鉄名古屋・金山・伏見方面 |

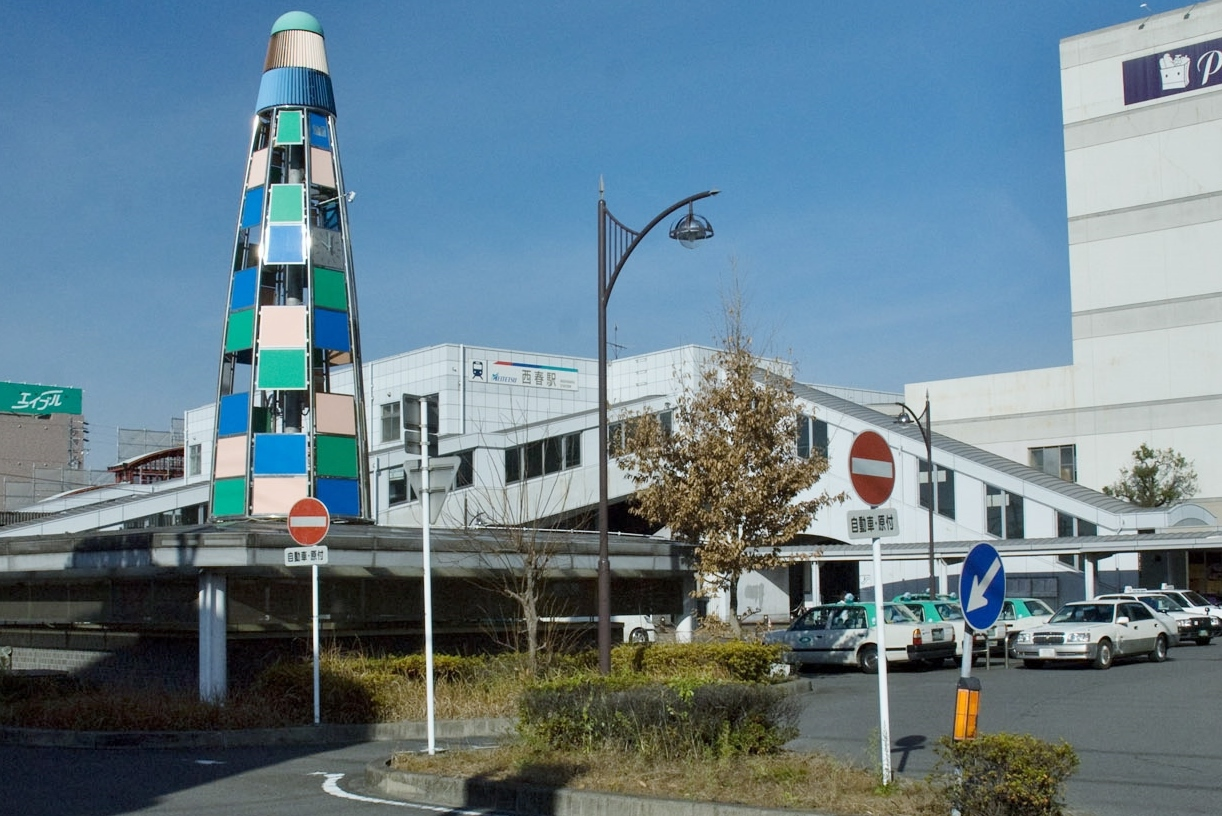
東口
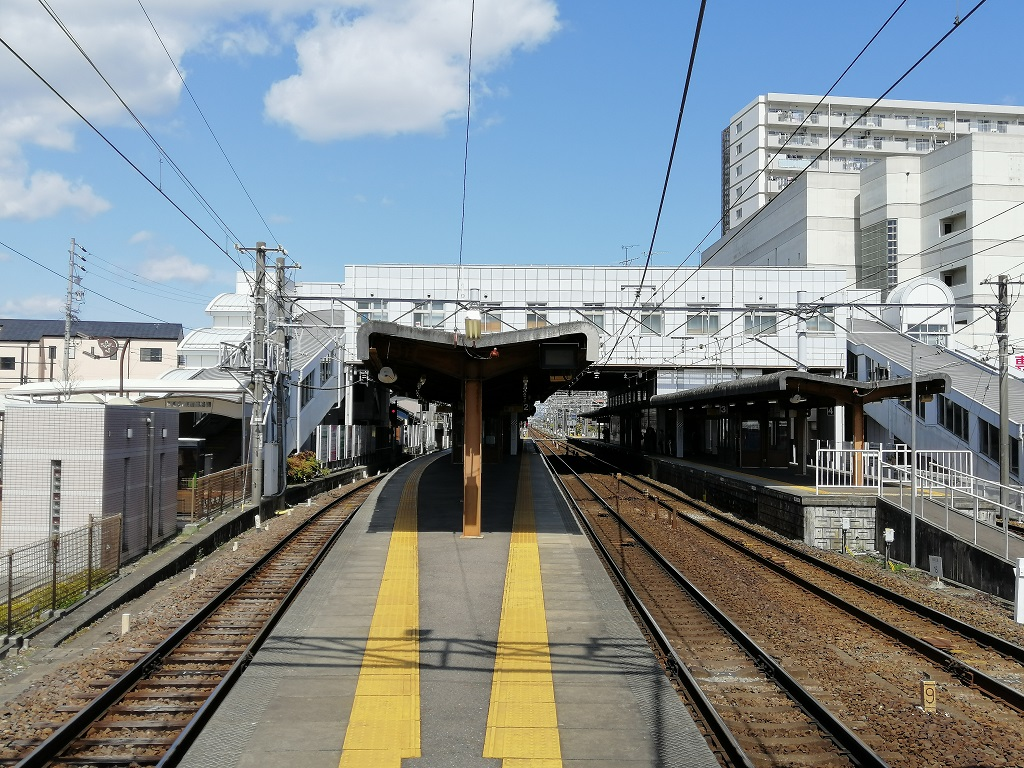
ホーム
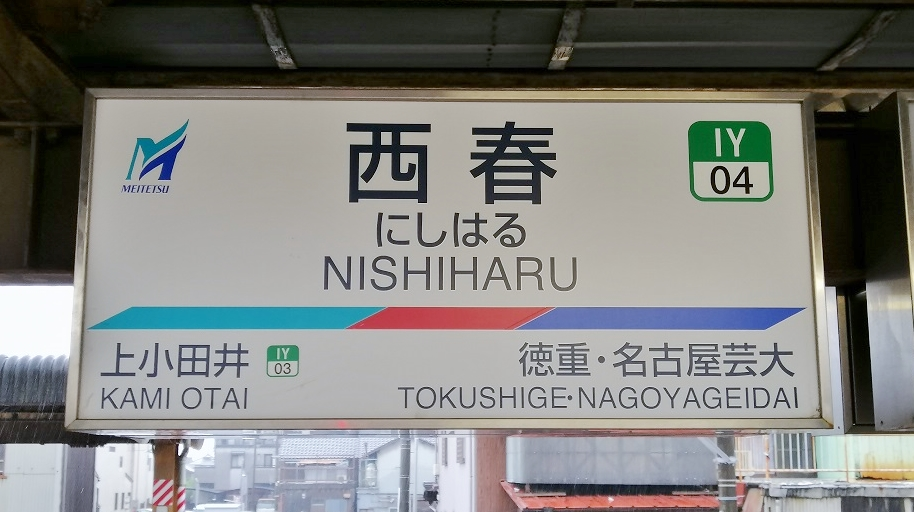
駅名標

### 配線図
| ← 上小田井・ 名古屋方面 | 西春駅 構内配線略図 | → 岩倉・ 犬山方面 |
| 凡例 出典:              |                     |                   |

## 利用状況
- 「移動等円滑化取組報告書」によると、2020年度の1日平均乗降人員は19,311人であった[10]。
- 『名鉄120年：近20年のあゆみ』によると2013年度当時の1日平均乗降人員は22,288人であり、この値は名鉄全駅（275駅）中17位、犬山線（17駅）中3位であった[11]。
- 『名古屋鉄道百年史』によると1992年度当時の1日平均乗降人員は21,225人であり、この値は岐阜市内線均一運賃区間内各駅（岐阜市内線・田神線・美濃町線徹明町駅 - 琴塚駅間）を除く名鉄全駅（342駅）中17位、 犬山線（17駅）中4位であった[12]。
- 『名鉄 1983』によると、1981年度当時の一日平均乗降人員は14,700人であり、この値は名鉄全駅中23位であった[13]。
- 愛知県の統計によれば、1日の平均乗車人員（降車客含まず）は、2008年度（平成20年度）11,078人、2010年度（平成22年度）10,696人である。

※ 犬山線の駅では、江南駅、岩倉駅に次いで3番目に多い（上小田井駅の全利用者を名鉄駅利用とみなせば、同駅が最多となるため4番目となる）。2021年度のみ、岩倉駅の利用者を抜き2位となっていた。1993年（平成5年）に犬山線と名古屋市営地下鉄鶴舞線が直通するようになって利用者が以前より増加した。2005年（平成17年）に名古屋空港行きバスが減便になってもそれほど利用者に変化はない。

## 駅周辺
2006年（平成18年）の市町村合併までは当駅上に旧西春日井郡西春町と師勝町の境界線があった。なお、西春というのは元々は現在の北名古屋市九之坪付近が「西春日井」郡としては中央部に位置することによる命名(「西春日井」の略名)で、師勝町との合併による北名古屋市誕生により西春町は消滅したが、西春郵便局、西春高校、ほかにも「西春支店」「西春店」として存続している金融機関や店舗が多く、2016年（平成28年）になって、西春駅前1 - 2丁目（旧西春町九之坪、西之保のそれぞれ一部より）という正式地名ができた。
西口は、駅の西を走る県道63号名古屋江南線（名草線）まで商店街が続く。県道に沿って、北名古屋市役所（西庁舎。市施行前は西春町役場）など大規模な施設がある。県道と駅西の通りが交差する交差点名は西春駅となっている。
東口は、ロータリーがあり、バス・タクシー乗り場の他、ヨシヅヤYストア西春店 、地下駐輪場、三菱UFJフィナンシャル・グループの営業所ビルなどがある。
車の場合には、駅の東西の交通は駅北側の踏切または愛知県道62号春日井稲沢線の駅南側のガードを通行する。

### 周辺の施設
- パレマルシェ西春（駅東側直結） - 2022年（令和4年）閉店。
- ヨシヅヤYストア西春店（駅東側直結） - 2022年（令和4年）5月、パレマルシェ西春の跡地に開店。
- カネスエ 西春店
- 西春西之保郵便局
- 西春駅前公会堂
- 愛知県道164号西春停車場線 - 駅西口ロータリーから愛知県道63号名古屋江南線（名草線）を結ぶ道路。
- 九之坪城跡
- 北名古屋市立西春中学校
- 北名古屋市立西春小学校

## 路線バス
名古屋飛行場（小牧空港）への路線バスの乗換え駅である。かつては15分間隔で当駅と名古屋空港を結ぶバスが運行されていたが、2005年（平成17年）の中部国際空港開港後は30分間隔に減便されている。朝と夕は快速運転や直行運転などが行われている。バスは小牧や一宮などいろいろな配属が見られる。

### 名鉄バス
- 西豊場経由名古屋空港行き「名鉄バス」 - 東口から発車。

### 北名古屋市内循環バス「きたバス」

#### 朝便・夕便
- もえの丘線
- 中之郷線
- 片場・沖村線
- 鍛治ヶ一色線
- 六ツ師道毛線

#### 昼便
循環バス（右回り・左回り）で1時間に1本発車。 
- さくら線（北部線）
- はなみずき線（西部線）
- かえで線（中部線）
- けやき線（東部線）
- つつじ線（南部線）

## 隣の駅
名古屋鉄道
IY 犬山線
□ミュースカイ・□快速特急・■特急
通過
□快速急行・■急行・■準急
上小田井駅（IY03） - 西春駅（IY04） - 岩倉駅（IY07）
■普通
上小田井駅（IY03） - 西春駅（IY04） - 徳重・名古屋芸大駅（IY05）
※ 上小田井駅との間に九ノ坪駅があったが、廃止された。